# THE IDOLM@STER Vocal Collection
「THE IDOLM@STER Vocal Collection」（アイドルマスター ボーカル コレクション）は、2010年2月24日からフロンティアワークスから発売されたアルバムシリーズ。

## 概要
アーケードゲーム「THE IDOLM@STER」の関連CDシリーズ。WEBラジオで発表された曲、ドラマCD「Eternal Prism」で書き下ろされた曲、さらにこのCDのために用意された新曲を収録している。

## 01
収録曲
1. J☆U☆M☆P
歌：天海春香（中村繪里子）・高槻やよい（仁後真耶子）・星井美希（長谷川明子）
作詞：yura、作曲・編曲：高田龍一
「ラジオdeアイマSTAR☆」テーマソング
2. アナタのヒトコト
歌：Engage![メンバー 1]
作詞：伊那村さちこ、作曲・編曲：NBGI（佐々木宏人）
「ラジオdeアイマSHOW!」後期テーマソング
3. SHINING STAR★彡
歌：TORICO[メンバー 2]
作詞：石川絵理、作曲・編曲：一色真実、編曲：石川慧樹
「ラジオdeアイマSHOW!」前期テーマソング
4. ストレートラブ!（765プロ Ver.）
歌：天海春香（中村繪里子）・水瀬伊織（釘宮理恵）・菊地真（平田宏美）
作詞：中村恵、作曲・編曲：佐々木宏人
「Eternal Prism 01」収録曲
5. 白い犬
歌：高槻やよい（仁後真耶子）・秋月律子（若林直美）・双海亜美 / 真美（下田麻美）
作詞：中村恵、作曲・編曲：佐々木宏人
「Eternal Prism 02」収録曲
6. Melted Snow（961プロ Ver.）
歌：星井美希（長谷川明子）・我那覇響（沼倉愛美）・四条貴音（原由実）
作詞：中村恵、作曲・編曲：佐々木宏人
「Eternal Prism 03」収録曲
7. FO(U)R
歌：you-i[メンバー 1]
作詞：yura、作曲・編曲：神前暁
「アイドルマスター Radio For You!」テーマソング
8. ストレートラブ!（天海春香ソロVer.）
歌：天海春香（中村繪里子）
9. 白い犬（高槻やよいソロVer.）
歌：高槻やよい（仁後真耶子）
10. Melted Snow（四条貴音ソロVer.）
歌：四条貴音（原由実）
11. J☆U☆M☆P（星井美希ソロVer.）
歌：星井美希（長谷川明子）
12. CDラジ☆ショッピングマスター Vol.1

## 02
収録曲
1. Virgin Load
歌：菊地真（平田宏美）・星井美希（長谷川明子）・四条貴音（原由実）
作詞：yura Dark、作曲・編曲：佐々木宏人
新曲
2. Looking For Love
歌：天海春香（中村繪里子）・星井美希（長谷川明子）
作詞：中村恵、作曲・編曲：佐々木宏人
「アイドルマスター P.S.プロデューサー」テーマソング
3. 仲良しでいようね♡
歌：高槻やよい（仁後真耶子）・水瀬伊織（釘宮理恵）
作詞：中村恵・cota、作曲・編曲：cota、編曲：prof.LM
新曲
4. ストレートラブ!（961プロ Ver.）
歌：星井美希（長谷川明子）・我那覇響（沼倉愛美）・四条貴音（原由実）
作詞：中村恵、作曲・編曲：佐々木宏人
「Eternal Prism 01」収録曲
5. 黒い犬
歌：星井美希（長谷川明子）・我那覇響（沼倉愛美）・四条貴音（原由実）
作詞：中村恵、作曲・編曲：佐々木宏人
「Eternal Prism 02」収録曲
6. Melted Snow（765プロ Ver.）
歌：如月千早（今井麻美）・萩原雪歩（長谷優里奈）・三浦あずさ（たかはし智秋）
作詞：中村恵、作曲・編曲：佐々木宏人
「Eternal Prism 03」収録曲
7. FO(U)R（REMIX-A）
歌：天海春香（中村繪里子）・高槻やよい（仁後真耶子）・星井美希（長谷川明子）
作詞：yura、作曲・編曲：神前暁、アレンジ：高田龍一
8. Looking For Love（天海春香ソロVer.）
歌：天海春香（中村繪里子）
9. ストレートラブ!（星井美希ソロVer.）
歌：星井美希（長谷川明子）
10. 黒い犬（我那覇響ソロVer.）
歌：我那覇響（沼倉愛美）
11. Melted Snow（三浦あずさソロVer.）
歌：三浦あずさ（たかはし智秋）
12. FO(U)R（REMIX-A）（如月千早ソロVer.）
歌：如月千早（今井麻美）
13. CDラジ☆ショッピングマスター forever...

### ユニットメンバー
1. 1 2  中村繪里子、今井麻美、仁後真耶子
2. ↑  中村繪里子、今井麻美、落合祐里香

| スタブアイコン | サブスタブ | この項目は、まだ閲覧者の調べものの参照としては役立たない、アルバムに関連した書きかけの項目です。この項目を加筆・訂正などしてくださる協力者を求めています（P:音楽/PJ:アルバム）。 |